# Plaza de España (Santa Cruz de Tenerife)

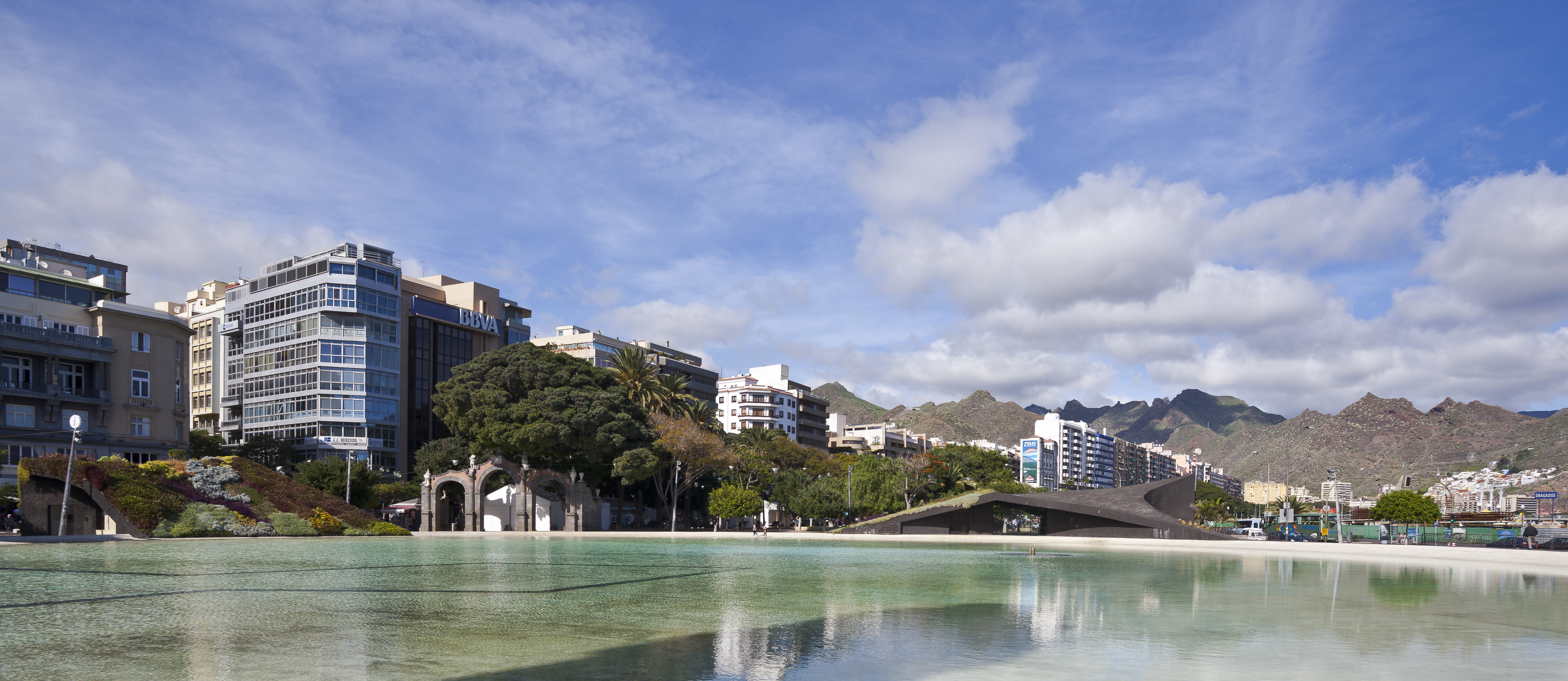
Blick von Plaza de España.

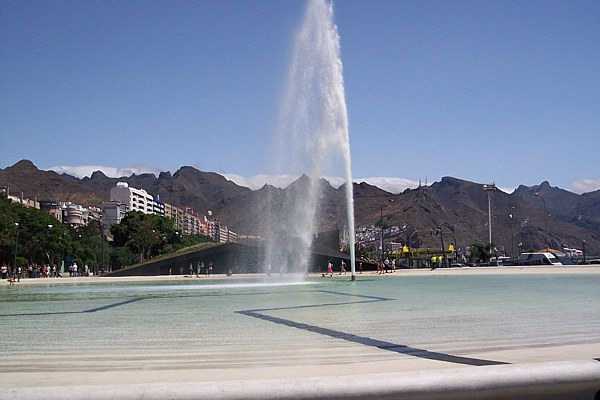
Wasserfontäne im „Lago“.

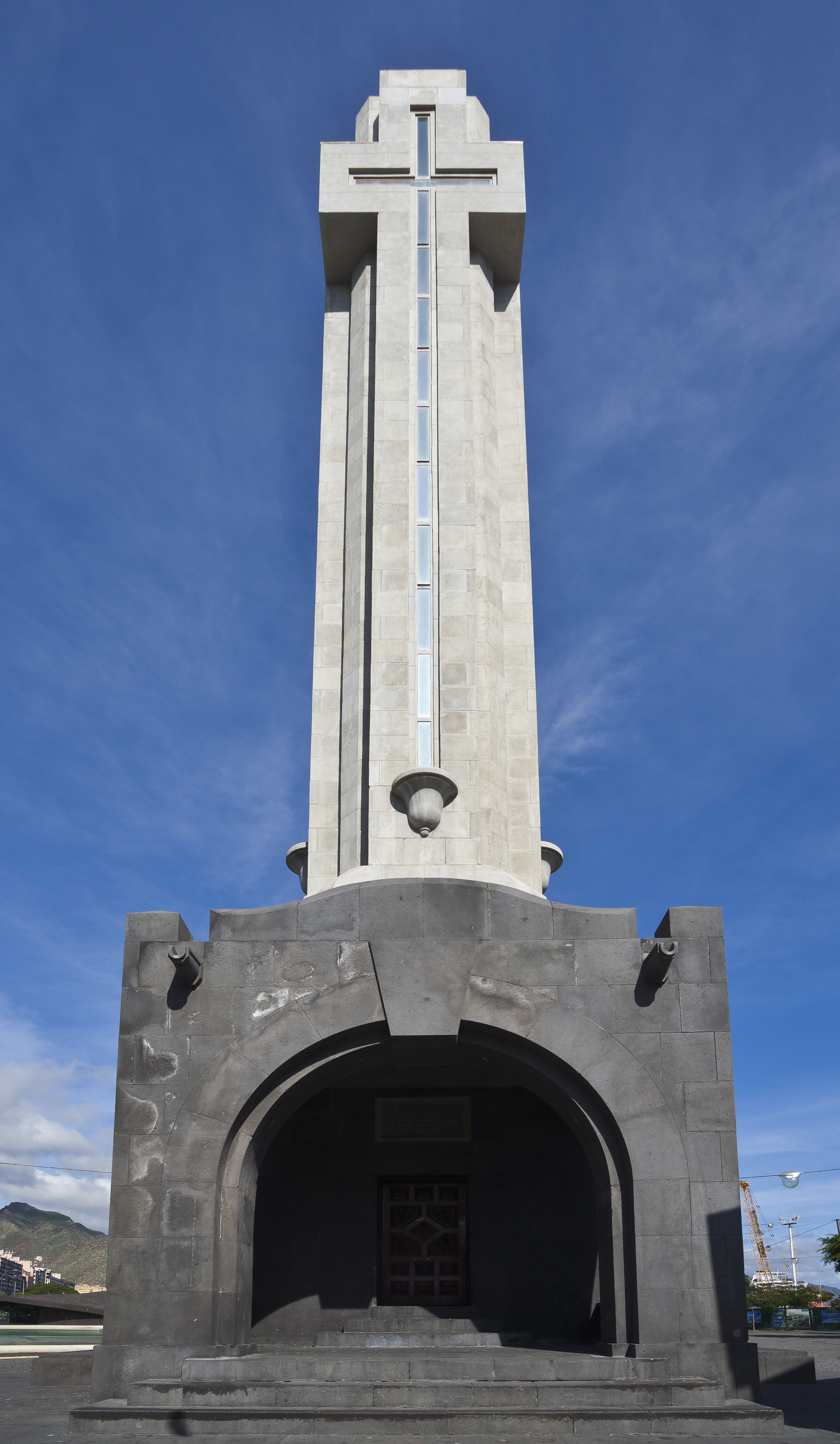
Denkmal der Gefallenen

Die Plaza de España ist der größte Platz der spanischen Stadt Santa Cruz de Tenerife auf den Kanarischen Inseln.

## Geschichte des Platzes
Die Ausdehnung, die Form und die Nutzung des Platzes wurden in den letzten 500 Jahren in verschiedenen Etappen stark verändert.

### Ermita de la Consolación 1496–1575
Im Jahr 1496 wurde am Barranco de Santos die Kirche gebaut, die heute als Iglesia de Nuestra Señora de la Inmaculada Concepcion bekannt ist. Etwa zur gleichen Zeit wurde, weiter nördlich, auf einer kleinen Halbinsel die Kapelle Nuestra Señora de la Consolación errichtet.
Die Kapelle enthielt ein Standbild Unserer lieben Frau des Trostes, das Alonso Fernández de Lugo vom Festland mitgebracht hatte. Im Jahr 1575 ordnete die Stadtverwaltung von San Cristóbal de La Laguna, zu deren Verwaltungsbereich Santa Cruz damals gehörte, den Bau des Castillo San Cristóbal an. Die Befestigungsanlage sollte aus strategischen Gründen genau auf dem Gelände gebaut werden, auf dem die Kapelle stand. Diese wurde daher auf ein Grundstück verlegt, auf dem später das Dominikanerkloster gebaut wurde. (heute Plaza de la Isla de Madeira)

### Castillo San Cristóbal 1579–1928

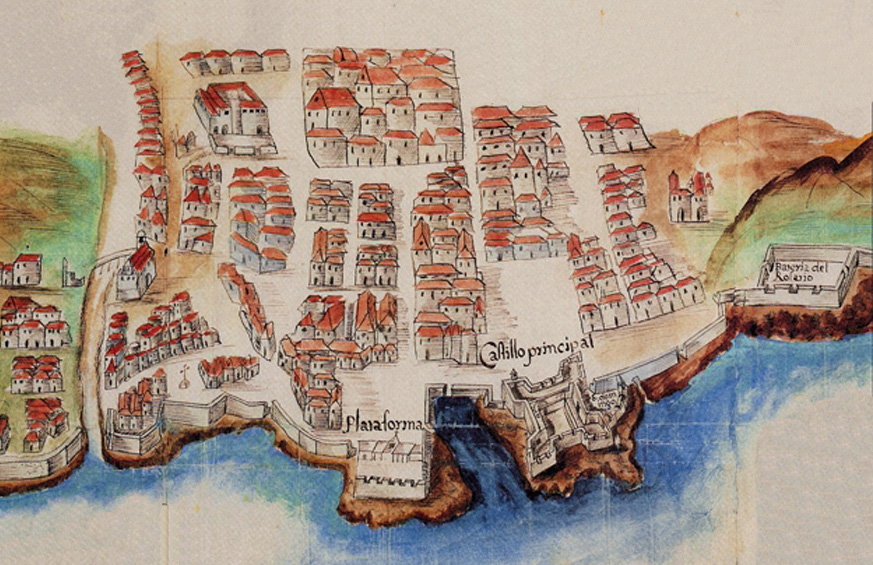
Karte des Tiburcio Rosell aus dem Jahr 1701

Die Bauarbeiten an der neuen Befestigungsanlage Castillo San Cristóbal wurden 1579 beendet
Das nahezu quadratische Gebäude hatte eine Ausdehnung von 50 × 53 Metern. Die Mauern in Richtung Westen, also landeinwärts, waren 8,3 Meter hoch. Es war mit vier Ecktürmen versehen und mit Kanonen ausgerüstet.
Das Castillo San Cristóbal hatte eine ständige Besatzung von 30 bis 40 Artilleristen. Es spielte zwischen 1579 und 1797 eine bedeutende Rolle bei Abwehr von Angriffen auf den Hafen, den Ort Santa Cruz de Tenerife und die Insel Teneriffa.
Bei dem Angriff auf Santa Cruz de Tenerife (1797) versuchte Nelson das Castillo von der Landseite her zu erobern.
Das Castillo San Cristóbal war Mittelpunkt und Befehlszentrum einer Verteidigungsanlage die aus einer Mauer bzw. einem Wall und verschiedenen Castillos (Befestigungsanlagen) und Geschützständen (Baterías) bestand. Diese Mauer begann südlich des Castillo Negro (Castillo San Juan) am Barranco Hondo und endete am Castillo Paso Alto.
Als der Capitan General der Kanarischen Inseln Lorenzo Fernández Villavicencio y Cárdenas, marqués de Valhermoso im Jahr 1723 im Streit mit dem Cabildo in La Laguna seinen Amtssitz nach Santa Cruz verlegte, residierte er (gegen den Willen der Eigentümer des Gebäudes, nämlich des Cabildos in La Laguna) im Castillo San Cristóbal. Von 1859 bis 1926 war es Sitz der Militärverwaltung.
1928 fasste der Stadtrat von Santa Cruz de Tenerife den Beschluss, das Castillo abzureißen, obwohl es sich zu der Zeit in gutem baulichen Zustand befand.
Es hatte keinerlei verteidigungspolitischen Nutzen mehr und blockierte den freien Zugang vom Hafen zur Stadt, was zu früheren Zeiten durchaus die Aufgabe des Castillos war. Auch der aus drei Torbogen bestehende Eingang zur Alameda del Duque de Santa Elena wurde abgerissen. Der so entstandene freie Platz zwischen der Plaza de la Candelaria und der Hafenmole entwickelte sich in der folgenden Zeit zu einem wichtigen Verkehrsknotenpunkt der Stadt.

### Monumento de los Caidos ab 1947

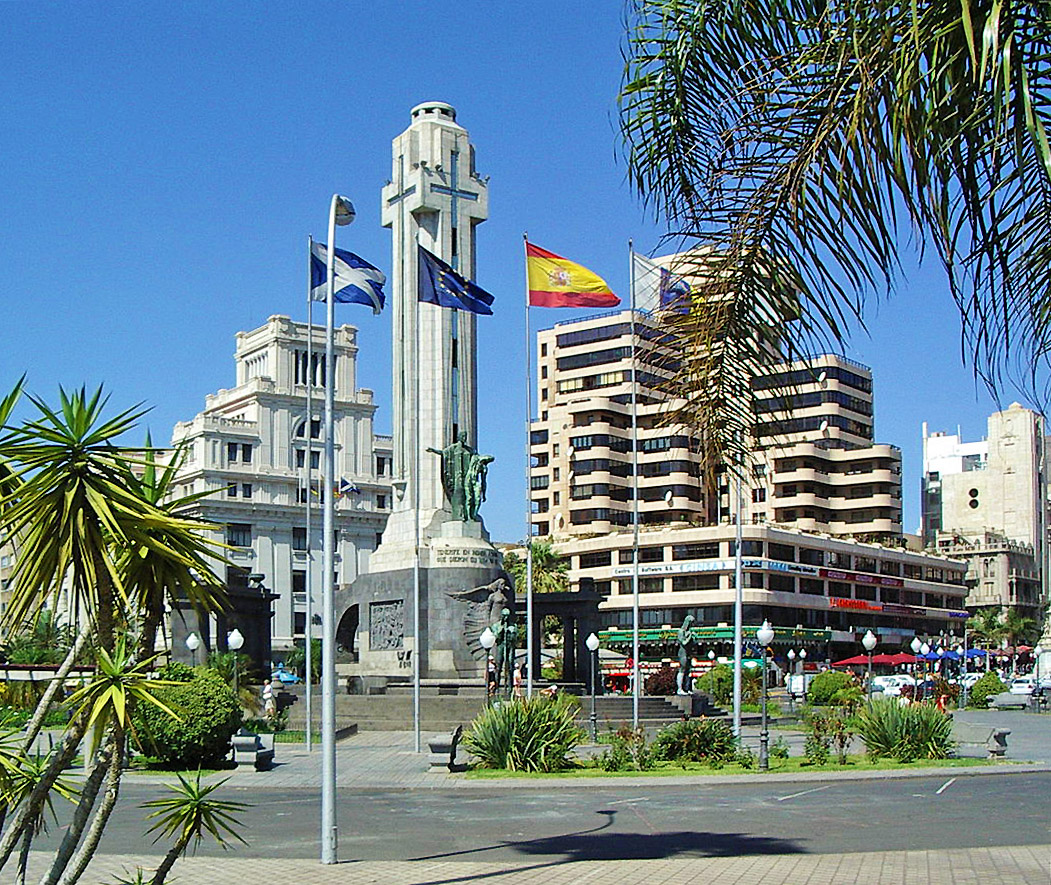
Ansicht des Platzes vor der Umgestaltung

Der Bau des Cabildo Insular, der im Jahr 1935 begonnen und im Jahr 1940 abgeschlossen wurde, setzte bereits einen Blickpunkt für im Hafen ankommende Besucher. (Das Gebäude der Post, das durch Herstellung einer gewissen Symmetrie für eine weitere Unterstützung der Wirkung des Denkmals sorgte, wurde erst später errichtet.) Dieser erste Eindruck sollte durch ein bedeutendes Denkmal verstärkt werden. Daher ließ der Generalkapitän der kanarischen Inseln und Chef der Wirtschaftsverwaltung einen Wettbewerb ausschreiben, bei dem es um die Errichtung eines Denkmals ging, das dem Gedenken der Söhne der Stadt Santa Cruz de Tenerife gewidmet sein sollte, die im Bürgerkrieg gefallen waren. An diesem Wettbewerb nahmen Architekten aus ganz Spanien teil. Eine Jury aus Politikern, Technikern und Künstlern wählte den Vorschlag des aus La Orotava stammenden Architekten Tomás Machado y Mendez Fernández de Lugo aus. Der hatte zwei unterschiedliche Vorschläge eingereicht. Mit der Gestaltung der Plastiken und Reliefs wurden, nach einem weiteren Wettbewerb, die Bildhauer Enrique Cejas Zaldívar und Alonso Reyes beauftragt. Am 19. Februar 1947 wurde die Anlage in Anwesenheit des Admirals Luis Carrero Blanco als Vertreter des Caudillo Francisco Franco der Öffentlichkeit übergeben.
Das Denkmal der Gefallenen besteht aus einem 25 Meter hohen Turm in Form eines Kreuzes mit einer (heute nicht zugänglichen) Aussichtsplattform. Die Basis bildet eine leere Krypta mit einem Eingang an der Rückseite des Denkmals. Zu dem Denkmal gehören vier Plastiken: Eine Allegorie des Vaterlandes die einen Gefallenen hält. Eine geflügelte weibliche Figur stellt den Sieg (Victoria) dar. Zwei Soldaten, die sich auf ihr Schwert stützen, stehen für die bürgerlichen und militärischen Werte. An den Seiten der Basis befinden sich zwei Reliefdarstellungen die Kampf und Frieden illustrieren. Das Denkmal wird von einer halbkreisförmigen Kolonnade umgeben.

### Neugestaltung ab 2006

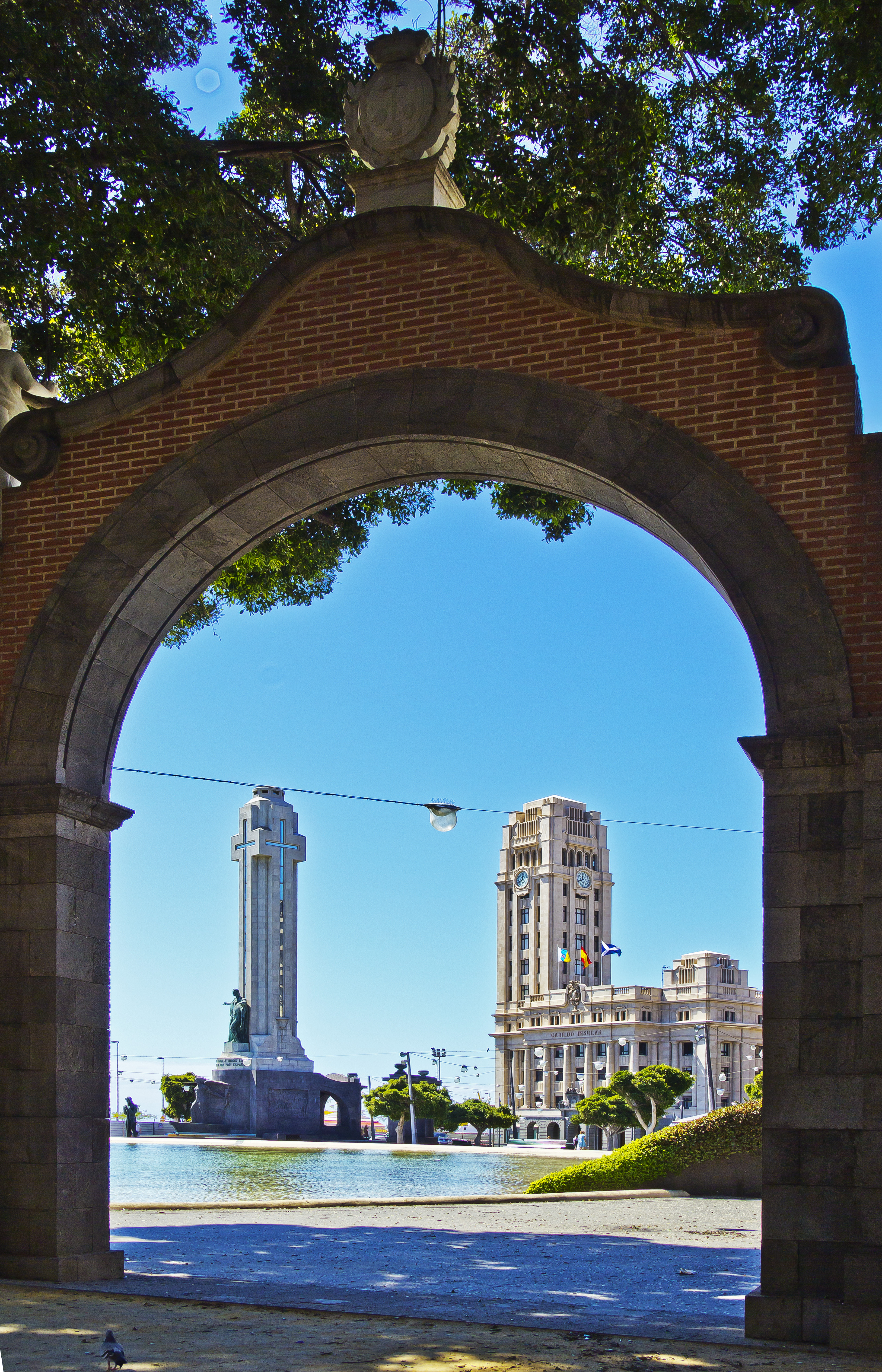
Blick durch den wiedererrichteten Eingang der Alameda del Duque auf den Platz

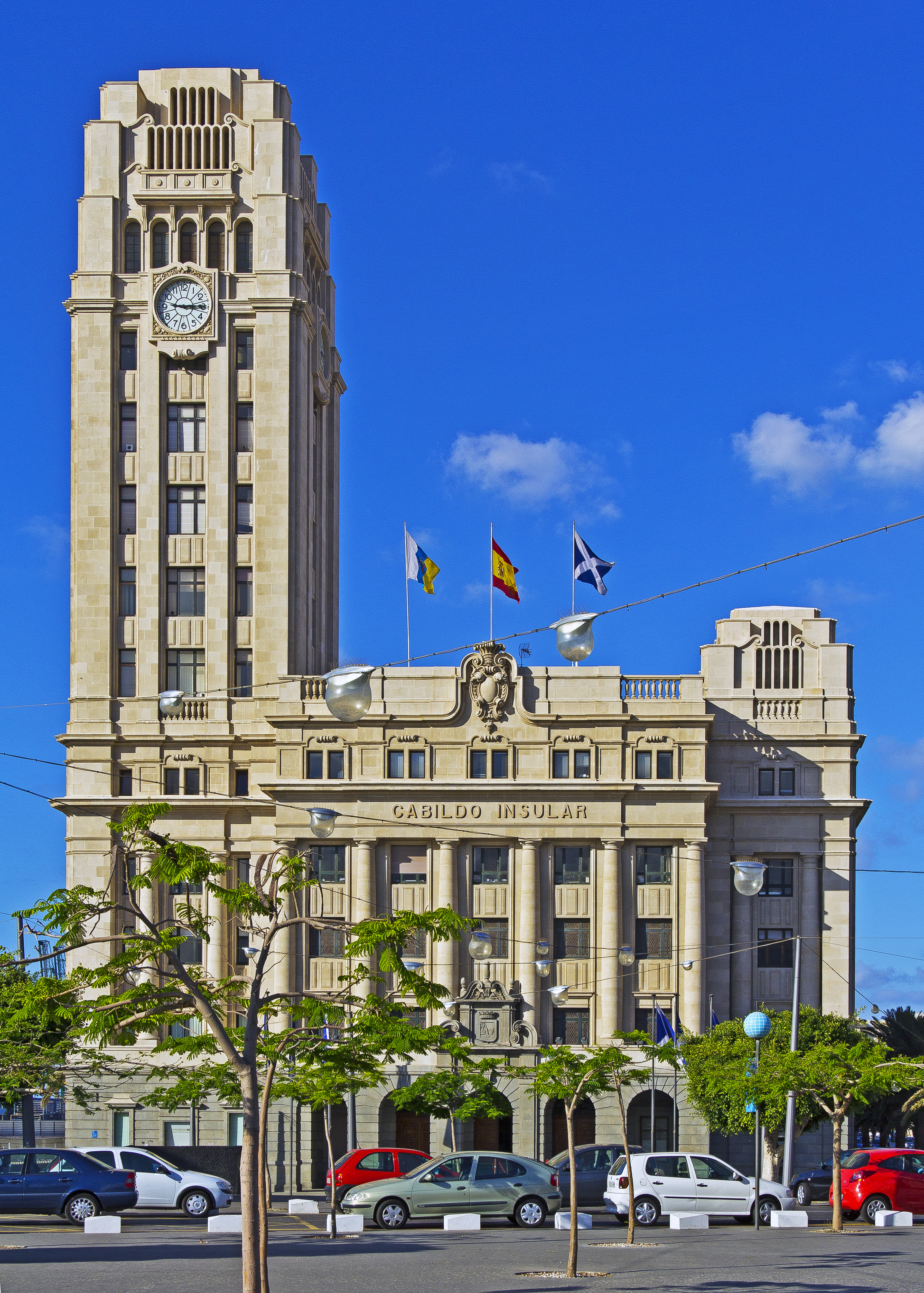
Das Gebäude des Cabildo Insular de Tenerife

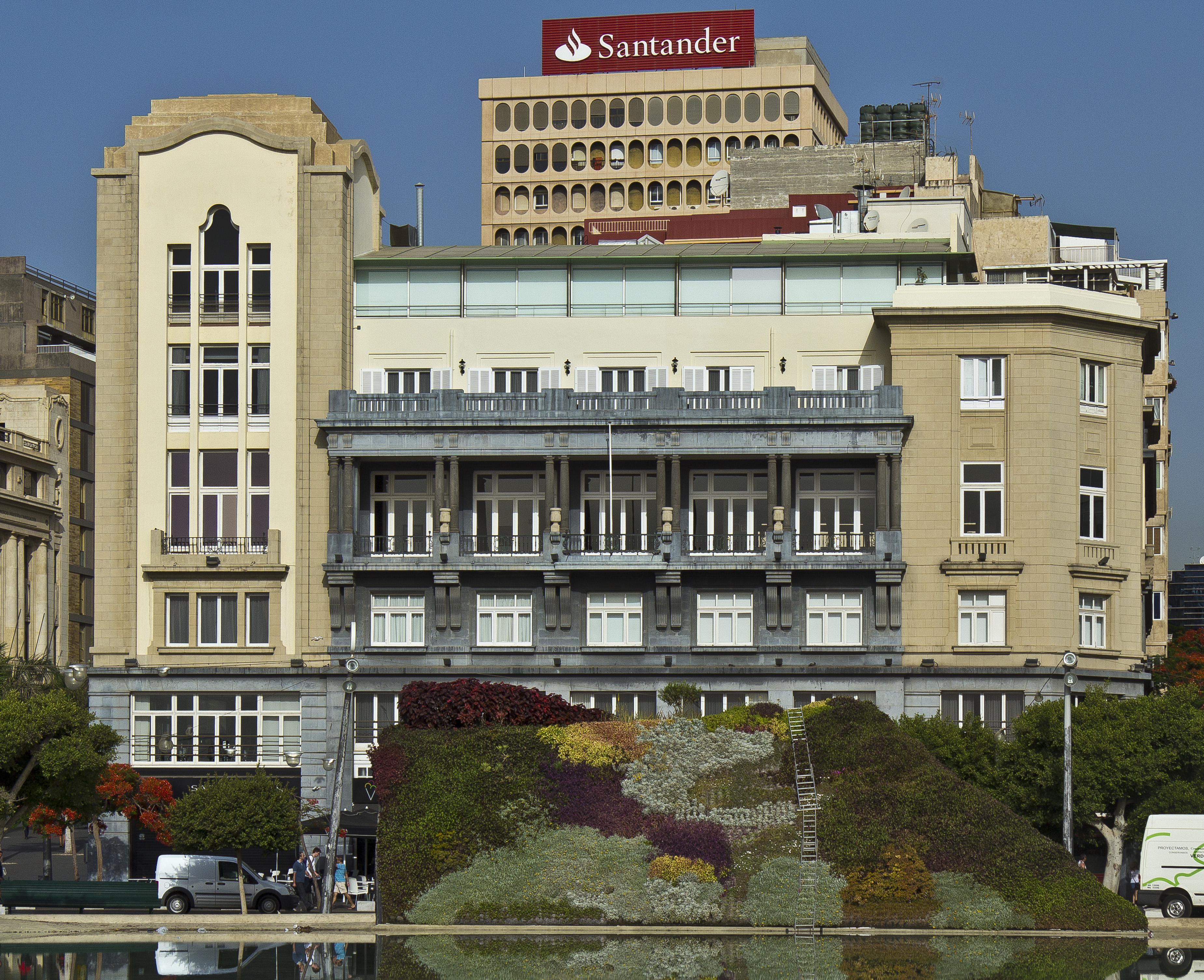
Das Casino de Tenerife

Im Jahr 2008 wurde die Umgestaltung des Platzes nach Entwürfen der Schweizer Architekten Herzog & de Meuron abgeschlossen. Für die Umgestaltung gab es verschiedene Gründe: Die verkehrstechnische Situation hatte sich grundlegend geändert. Der Lastwagenverkehr aus dem Hafen wurde durch neue Straßen die östlich des Platzes, auf ehemaligem Hafengebiet gebaut wurden (und im Jahr 2012 noch gebaut werden), vom eigentlichen Platz verlagert. Auf diesen Straßen verläuft auch ein großer Teil des Nord-Süd-Verkehrs der Stadt. Durch die Sperrung großer Bereiche der Innenstadt für den allgemeinen Autoverkehr wurden erheblich mehr Parkplätze benötigt, sodass unter dem Platz ein mehrstöckiges Parkhaus gebaut wurde. Die Wirkung des Gefallenendenkmals sollte, ohne es zu entfernen, abgemildert werden. Die Nutzung des Platzes als Erholungsraum sollte verbessert werden.
Auf dem Gelände der ehemaligen Plaza de España und der angrenzenden Alameda del Duque entstand eine Umgebung in der sich die Natur der Kanarischen Inseln widerspiegelt: Viel Wasser, schwarzes Lavagestein, viele Pflanzen. Wichtigstes Gestaltungselement ist der kreisförmige, bis zu 90 cm tiefe See in dem gelegentlich eine Salzwasserfontäne aufschießt. Verschiedene Pavillons deren Dächer teilweise bis zum Boden durchgezogen sind, werden dicht von intensivfarbigen Pflanzen bedeckt. Der Rand des Sees ist so gestaltet, dass die Besucher sich dort niederlassen können. Die ursprüngliche Wahrnehmung des Monumento de los Caidos wird durch den See, durch Lampen und Bäume beeinträchtigt, seine Bedeutung wird dadurch zurückgedrängt. Bei der Neugestaltung des Platzes wurde die Alameda del Duque de Santa Elena einbezogen und der früher abgerissene Eingang mit seinen drei Torbögen neu errichtet. Die Alameda war eine mit Bäumen bestandene Promenade mit Blick auf das Meer. Als bei der Umgestaltung des Platzes Teile der Grundmauern des abgerissenen Castillos de San Cristóbal gefunden wurden, wurde unter dem Platz ein Museum angelegt, das sich mit der Geschichte des Castillos und insbesondere dem Angriff auf Santa Cruz de Tenerife (1797) beschäftigt. Im „Lago“ (See) ist der frühere Verlauf der Mauer des Castillo durch eine schwarze Markierung eingezeichnet.

## Gebäude am Rand des Platzes

### Cabildo de Tenerife
Das Gebäude des Cabildo Insular de Tenerife wurde von dem Architekten José Enrique Marrero Regalado entworfen. Die Pläne stammen aus dem Jahr 1934. Das Gebäude wurde allerdings erst im Jahr 1940 vollendet. Es beherbergt die seit dem frühen 20. Jahrhundert bestehende Inselverwaltung, eine Institution die auf den Kanarischen Inseln (und ähnlich auf den Balearen) oberhalb der Gemeindeebene aber unterhalb der Provinzebene Verwaltungsaufgaben erledigt, die sich auf eine Insel (in diesem Fall Teneriffa) beschränken.
Die Wandbilder des Malers José Aguiar García, die sich im Salón Noble im ersten Obergeschoss des Gebäudes befinden, stehen unter Denkmalschutz.

### Edificio de Correos y Telégrafos
Das Edificio de Correos y Telégrafos wurde von dem Architekten Luis Lozano Lasilla entworfen. Der Baubeginn war im Jahr 1946; fertiggestellt wurde das Gebäude 1957. Heute befindet sich hier das Hauptpostamt der Stadt Santa Cruz de Tenerife. An dem Gebäude befindet sich eine Plakette, die auf die Verlegung des ersten Unterwasserkabels zwischen Cadiz und Santa Cruz de Tenerife im Jahr 1883 hinweist.

### Edificio Olympo
An der Stelle, an der sich seit 1975 das 57 m hohe Edificio Olympo befindet, stand früher das Hotel La Orotava. Das Hotel war lange Zeit eine der ersten Adressen für Reisende, bevor sie sich in andere Teile der Insel begaben. Das Edificio Olympo besteht in den unteren Etagen aus Ladenflächen in den oberen aus Gewerbeflächen und Wohnungen.

### Casino de Santa Cruz de Tenerife
Das Gebäude des Casino de Santa Cruz Tenerife wurde von dem Architekten Miguel Martín Fernández de la Torre entworfen und im Jahr 1935 fertiggestellt. Der Eigentümer, die Sociedad Casino de Tenerife, ist eine private Vereinigung. Es handelt sich nicht um ein Spielcasino, sondern um einen Verein zur Förderung der Kultur und Freizeitgestaltung. In dem Gebäude fanden bedeutende Tagungen und Kunstausstellungen statt.
Das Gebäude steht seit dem Jahr 2006 unter Denkmalschutz.

## Ausgewählte Skulpturen

### Corpóreo de la marca Santa Cruz

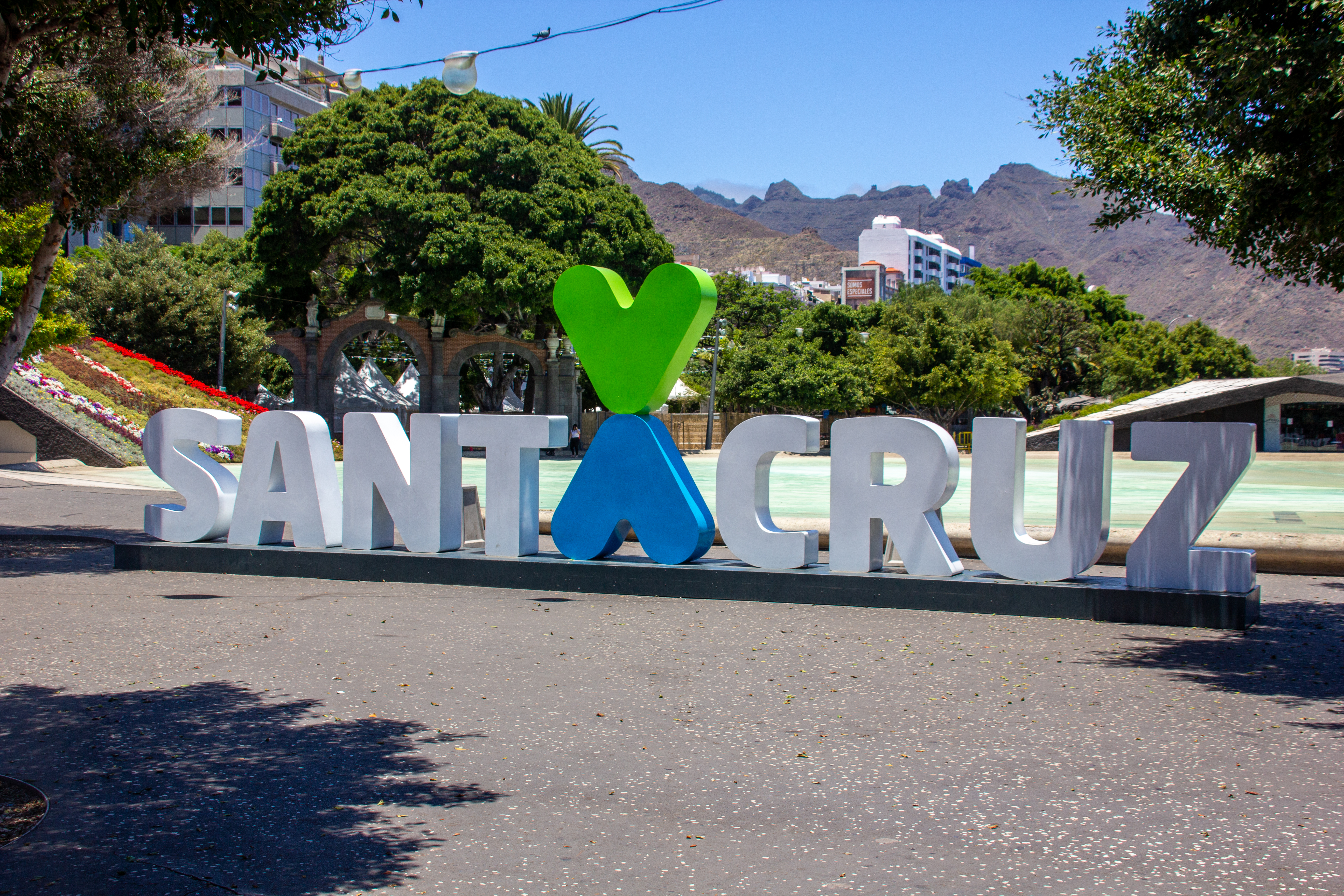
Corpóreo de la marca Santa Cruz.

An einem Ende der Plaza, neben dem See, wurde im Dezember 2016 eine 11,1 Meter lange und 1,4 Meter hohe Skulptur fertiggestellt die den touristischen Slogan der Stadt abbildet: „Santa Cruz, el corazón de Tenerife“ (dt.: „Santa Cruz, das Herz von Teneriffa“).

### Lo llevo bien

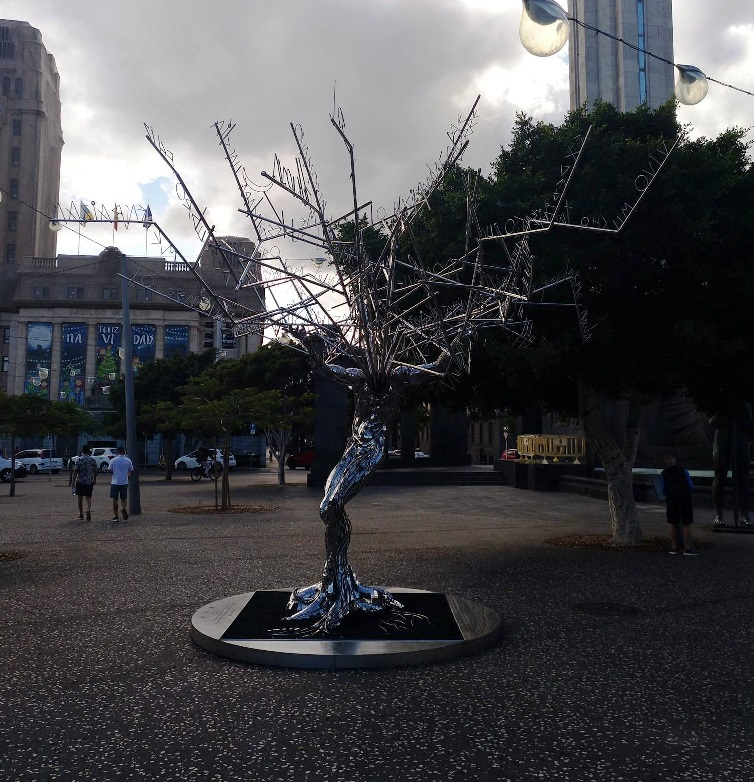
Skulptur mit dem Titel Lo llevo bien.

Ein Werk des baskischen Künstlers Julio Nieto befindet sich in der Mitte des Platzes neben dem künstlichen See. Es ist ein fünf Meter hohes und 450 Kilo schweres Stück Edelstahl mit der Gestalt eines Mannes in Form eines Baumes, das „den Optimismus des Menschen symbolisiert, der es trotz aller Gedanken gut aufnimmt“.
Ursprünglich 2014 auf dem Platz während einer Straßenausstellung ausgestellt, verließ sie später die Stadt und zog in verschiedene Kunstgalerien in verschiedenen Städten der Welt wie Madrid, Barcelona, Baltimore, Miami, Krefeld und New York um. Die Bürger von Santa Cruz äußerten den Wunsch, dass die Skulptur in der Stadt verbleiben soll. Im Jahr 2021 wurde es dem Rathaus von Santa Cruz gespendet und auf der Plaza de España dauerhaft installiert.